# Mounir Khrouf
Mounir Khrouf est un joueur international français de futsal, également footballeur et désormais reconverti entraîneur.
Le joueur se fait connaître en tant que joueur du Roubaix Futsal avec qui il devient international français de la discipline. Après s'être consacré au football à fin des années 2000, il revient au RF en 2010. Fin 2011, il rejoint le Douai Gayant Futsal.
En parallèle du futsal, Khrouf joue aussi au football au niveau régional, notamment à l'Iris Club de Croix.

## Biographie

### Joueur de club
Mounir Khrouf est joueur du Roubaix Futsal à la fin des années 2000 lors de toutes ses convocations en équipe de France. 
En août 2009, au football traditionnel, Khrouf quitte l'IC Croix pour renforcer le Roubaix Hommelet Sport Culture, relégué en PH régionale. 
Éloigné de l'équipe depuis qu'il a rejoint l'IC Croix (DH) en football sur herbe, Khrouf revient au Roubaix Futsal en avril 2010 pour la fin de saison 2009-2010. En décembre 2010, il revient de nouveau au Roubaix Futsal et se met en retrait par rapport à l'IC Croix, dans lequel il est revenu durant l'été. L'équipe roubaisienne de Nordine Benamrouche est alors sur une série de six matchs sans victoire. Le retour de Khrouf permet de reconstituer l'équipe de la saison précédente, avec notamment le gardien de l'équipe de France Djamel Haroun. 
Fin 2011, Mounir Khrouf, salarié du Roubaix Futsal, n'obtient pas le renouvellement de son contrat d'animateur sportif, faute d'un travail satisfaisant selon la direction du club. Il rejoint alors Benamrouche au Douai Gayant Futsal,. 

### En équipe nationale
Fin septembre 2007, Mounir Khrouf est retenu pour un stage de détection pour l'équipe de France de futsal au CTNFS de Clairefontaine. 
Fin octobre 2008, Khrouf fait partie de la sélection nationale futsal participant à un tournoi international à Caen en compagnie du Monténégro, de l'Angleterre et des Pays-Bas. Fin janvier 2009, il est membre de la sélection nationale de futsal qui participe à deux matches amicaux contre la Macédoine à Kavadarci. 
Fin septembre 2009, Khrouf est convoqué en sélection pour une double confrontation amicale face à la république d'Irlande, à Toulouse. Fin mai 2010, Khrouf est retenu pour affronter la Slovaquie en amical à deux reprises. En juin 2010, avec 48 sélections, il est le second Nordiste le plus capé, derrière le gardien Djamel Haroun (50). 
Mounir Khrouf compte plus de cinquante sélections en équipe de France de futsal. 

### Entraîneur
Pour la saison 2015-2016, Mounir Khrouf devient l'entraîneur du Roubaix AFS. Dès la première année, il permet à l'équipe de remporter le groupe A de Division 2 en restant invaincu. La seule défaite arrive en huitième de Finale de Coupe de France chez le Kremlin-Bicêtre (9-2). Pour son retour dans l'élite, l'ARFS termine dixième et premier non-relégable de D1 2016-2017, mais huitième exæquo en nombre de points. L'équipe possède la cinquième meilleure attaque mais pêche en défense. La Division 1 2017-2018 est plus tranquille avec notamment le recrutement de son ancien coéquipier Djamel Haroun et une septième place finale, à douze points de la phase finale mais dix de la zone de relégation. 
Mounir Khrouf commence la saison 2018-2019 comme entraîneur principal. En janvier 2019, Nordine Benamrouche s'engage avec le Roubaix AFS, alors sixième de Division 1, Khrouf devient son adjoint. 
Au redémarrage de la saison 2019-2020, à la suite du départ de Benamrouche, Khrouf est rappelé à la tête du Roubaix AFS. Avec une équipe affaiblie, il n'obtient qu'une seule victoire lors des quinze premières journées. Le championnat est stoppé à cause de la pandémie de Covid-19, Roubaux est alors dernier et relégué en D2. Le club décide de repartir avec un nouvel entraîneur. 